# 일리나 더글러스
일리아나 더글러스(Illeana Douglas, 영어 발음: /ɪliːɑːnə/, 1965년 7월 25일 ~ )는 미국의 배우이다.

## 출연 작품

### 영화
- 그리스도 최후의 유혹 (1988)
- 뉴욕스토리 (1989)
- 좋은 친구들 (1990)
- 비공개 (1991)
- 케이프피어 (1991)
- 얼라이브 (1993) - 릴리아나 메솔 역
- Grief (1993) - 레슬리 역
- Household Saints (1993)
- 퀴즈 쇼 (1994)
- 투 다이 포 (1995)
- 웨딩 소나타 (1997)
- 병 속에 담긴 편지 (1999)
- 스터 오브 에코 (1999)
- 넥스트 베스트 씽 (2000)
- 판타스틱 소녀백서 (2001)
- 스위트 보이스 (2002)
- 뉴 가이 (2002)
- 플루토 내쉬 (2002)
- 팩토리 걸 (2006)
- 오티스 (2008)
- 쉬즈 퍼니 댓 웨이 (2014)
- 내 완벽한 남사친의 비밀 (2016)
- 리턴 투 센더 (2016)

### 텔레비전
- 식스 핏 언더 (2001-05)